# Trichophysetis drancesalis
Trichophysetis drancesalis là một loài bướm đêm trong họ Crambidae.